# Albéric Ier
Pour les articles homonymes, voir Albéric.
Albéric Ier est un duc lombard du Xe siècle.
Il est fait marquis de Camerino puis duc de Spolète par Bérenger Ier, devenu roi d'Italie.
Vers 906, il épouse Marosie, qui s'était emparée du château Saint-Ange et dominait à Rome, et devient ainsi maître d'une grande partie de l'Italie centrale.
Il repousse les Sarrasins, mais fait appel à des mercenaires hongrois pour le soutenir contre le pape Jean X, avant d'être massacré par les Romains en 925, après la retraite des barbares.
Il est le père d'Albéric II.